# 파보네스역
파보네스역(스페인어: Pavones)은 마드리드 지하철 9호선의 역이다. 마드리드 모라탈라스 구 파보네스 지역의 아시엔다 데 파보네스 거리 지하에 위치해 있다. 요금구역 상으로는 A구역에 속한다.

## 역사
1980년 1월 31일 9호선 첫 구간 (사인스 데 바란다-파보네스) 개통과 함께 문을 열었다. 개통 이후 한동안 9호선의 시종착역으로 남아있다가, 1998년 12월 9호선이 푸에르타 데 아르간다 역까지 연장되면서 일반역이 되었다. 2005년에는 지상에 작은 버스터미널이 지어져 이 일대를 다니는 시내버스 노선이 경유하게 되었다.
2013년 3월 17일부터는 파보네스 역 이동통로 개선공사로 잠시 운행을 중단해 시종착역이 되었다. 몇 달 뒤에 공사가 마무리되었으나 통로가 다시 무너지는 바람에 운행을 다시금 중단해야 했다. 마지막 공사는 2014년 9월에 시작해 그해 12월에 마무리되었다.

## 환승 정보
역 주변에 시내버스 정류장이 두 곳 있다.
버스
- 시내버스
  - 20, 30, 32, 71, 100, 140, 142, 144, E4번 노선 (주간)

지하철
| 마드리드 지하철             | 마드리드 지하철       | 마드리드 지하철                 |
| --------------------------- | --------------------- | ------------------------------- |
| 아르티예로스 파코 데 루시아 | 마드리드 지하철 9호선 | 발데베르나르도 아르간다 델 레이 |